# Roland Ntoko
Roland Njume Ntoko, kamerunski nogometaš, * 30. november 1972.
Ntoko je nekdanji profesionalni nogometaš, ki je igral na položaju napadalca. V svoji karieri je igral za slovenske klube Elan 1922, Celje, Olimpijo in Korotan Prevalje ter nemška Darmstadt 98 in Greuther Fürth. Skupno je v prvi slovenski ligi odigral 59 tekmo in dosegel 10 golov. Z Olimpijo je osvojil slovenski pokal leta 1996. Med letoma 1991 in 1996 je odigral devet tekem in dosegel en gol za kamerunsko reprezentanco, s katero je nastopil na afriškem pokalu narodov leta 1996.
Po njem je dobil vzdevek slovenski reper N'toko.